# 허정범 (작가)

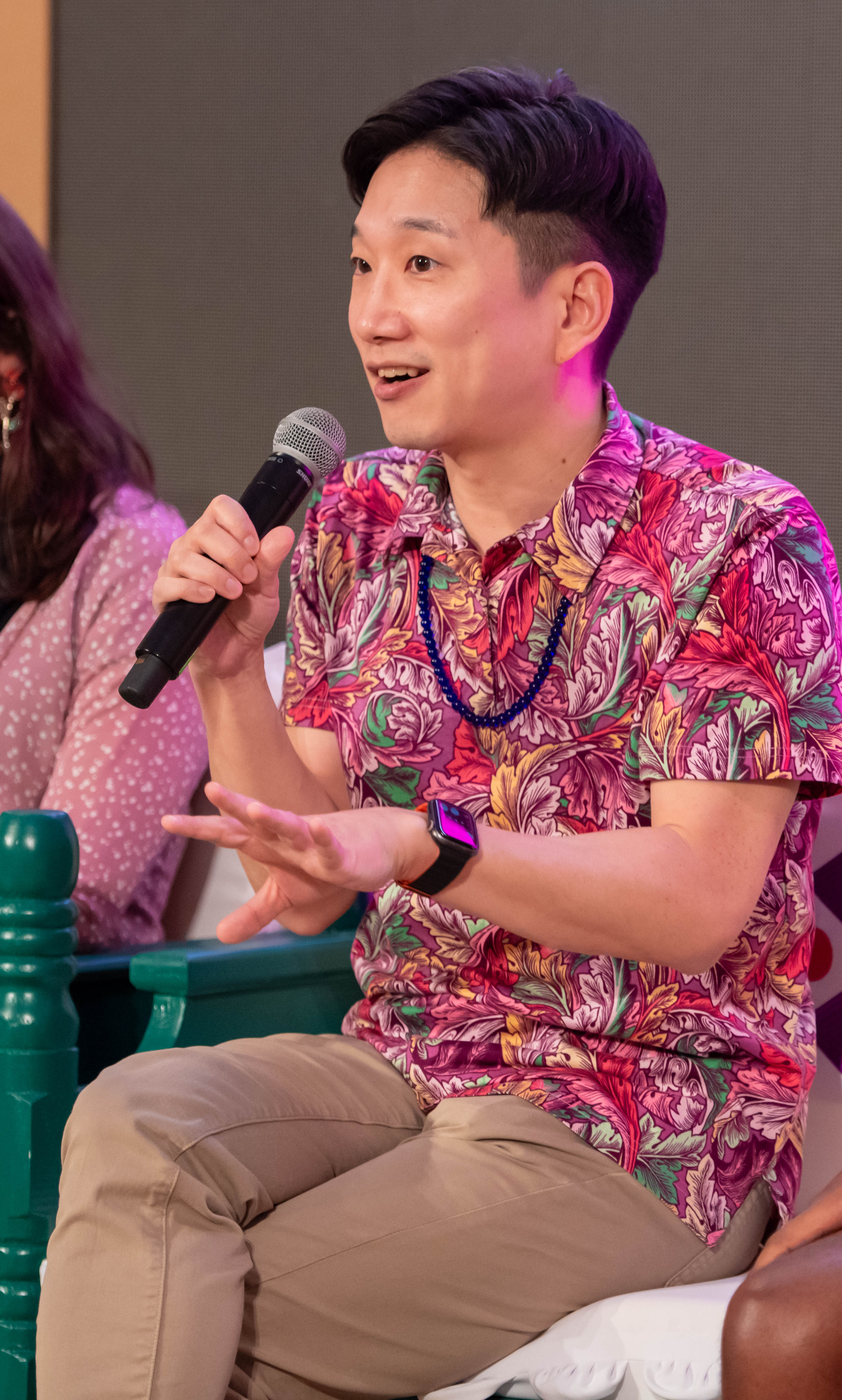

허정범(안톤 허, Anton Hur, 1981년 4월 7일 ~)은 한국 문학 작가이자 번역가이다. 신경숙, 황석영, 박상영 등의 작품을 번역했다. 2022년도 부커상에는 그가 번역한 박상영의 『대도시의 사랑법』이 롱리스트에, 그가 번역한 정보라의 단편집 『저주토끼』가 숏리스트에 등재되었다. 허는 또한 그해 두 가지 번역에 대한 후보에 오른 유일한 번역가이기도 했다. 안톤 허는 『저주토끼』 번역으로 PEN/Heim 번역 기금 보조금을 받았다. 안톤 허는 강경애의 「지하촌」을 번역하기 위해 PEN 번역 보조금을 받았다. 안톤 2022년에 홍진기 창조인상을 받았다.

## 전기
안톤 허는 1981년 4월 7일 스톡홀름 에서 태어났다. 그의 아버지는 정부가 지원하는 무역투자진흥기관인 KOTRA 에서 근무했고, 그는 홍콩, 에티오피아, 태국 등 다양한 나라에서 성장한 뒤 한국에 정착했다. 처음에는 가족이 문학 공부를 지원하지 않았기 때문에 그는 고려대학교 에서 법학과 심리학을, 한국방송통신대학교 에서 프랑스어를 전공한 후 서울대학교 에서 영문학 석사 학위를 취득했다. 2018년 신경숙의 『리진』(The Court Dancer)을 영어로 번역하면서 본격적으로 번역가로 활동하기 시작했다. 그는 문학 번역 그룹 스모킹 타이거즈(Smoking Tigers)를 운영하고 있다.
안톤 허는 베트남계 미국인 작가 오션 브엉(Ocean Vuong)의 『총상 입은 밤 하늘』(Night Sky with Exit Wounds)을 한국어로 번역하기도 했다. 그의 글은 Astra Magazine, Words Without Borders, Lithub, Asymptote 등 여러 매체에 게재되었다. 2022년에는 제13회 유민상을 수상했다. 이 상은 『중앙일보』가 창간자를 기리기 위해 '사회, 과학기술, 문화예술에 지대한 공헌을 한 한국인'에게 수여하는 상이다.
안톤 허는 공개적으로 퀴어이며 섹슈얼리티, 이광수의 1909년 단편소설 「사랑인가」를 시작으로 한국 문학의 다양한 섹슈얼리티의 역사, 한국 퀴어 문학의 지속적인 주제인 비참함에 대해 글을 써왔다. 그와 그의 남편은 서울과 인천 송도를 오가며 시간을 보낸다. 안톤 허는 he/they 대명사를 사용하고 있다.

## 선택된 번역
- Baek, Sehee (2022), 《I Want to Die but I Want to Eat Tteokbokki》, Bloomsbury, ISBN 9781635579383, OCLC 1289231338
- Chung, Bora (2021), 《Cursed Bunny》, Honford Star, ISBN 9781916277182
- Hwang, Sok-yong (2021), 《The Prisoner》, Verso, ISBN 978-1-83976-083-9
- Kang, Kyeong-ae (2018), 《The Underground Village》, Honford Star, ISBN 9781999791261
- Park, Sang Young (2019), 《Love in the Big City》, Grove, ISBN 978-0-8021-5878-9
- Shin, Kyung-Sook (2018), 《The Court Dancer》, New York: Pegasus Books, ISBN 9781643132525
- Shin, Kyung-Sook (2022), 《Violets》, Feminist Press, ISBN 9781558612907